# Atopomyrmex calpocalycola
Atopomyrmex calpocalycola é uma espécie de inseto do gênero Atopomyrmex, pertencente à família Formicidae.